# Dénis Duarte
Dénis Paulo Duarte (sinh ngày 4 tháng 5 năm 1994) là một cầu thủ bóng đá người Bồ Đào Nha thi đấu cho Vitória de Guimarães B, ở vị trí hậu vệ.

## Sự nghiệp bóng đá
Ngày 25 tháng 1 năm 2015, Duarte có màn ra mắt cho Vitória Guimarães B trong trận đấu tại Giải bóng đá hạng nhất quốc gia Bồ Đào Nha 2014–15 trước Feirense.